# Rennbahnweg (metropolitana di Vienna)
Rennbahnweg è una stazione della linea U1 della metropolitana viennese situata nel 22º distretto di Vienna. È parallela a Wagramer Straße e prende il nome dall'ippodromo (in tedesco Rennbahn) del Vienna Trotting Club che un tempo sorgeva in questa zona.

## Descrizione
La stazione, costruita in sopraelevata, è entrata in servizio il 2 settembre 2006, nel contesto del prolungamento della linea U1 tra Kagran e Leopoldau.
A est della stazione si trova il Trabrenngründe, un complesso residenziale con oltre 2 400 unità abitative e circa 7 000 residenti.

## Ingressi
- Wagramer Straße
- Rennbahnweg